# ベモ

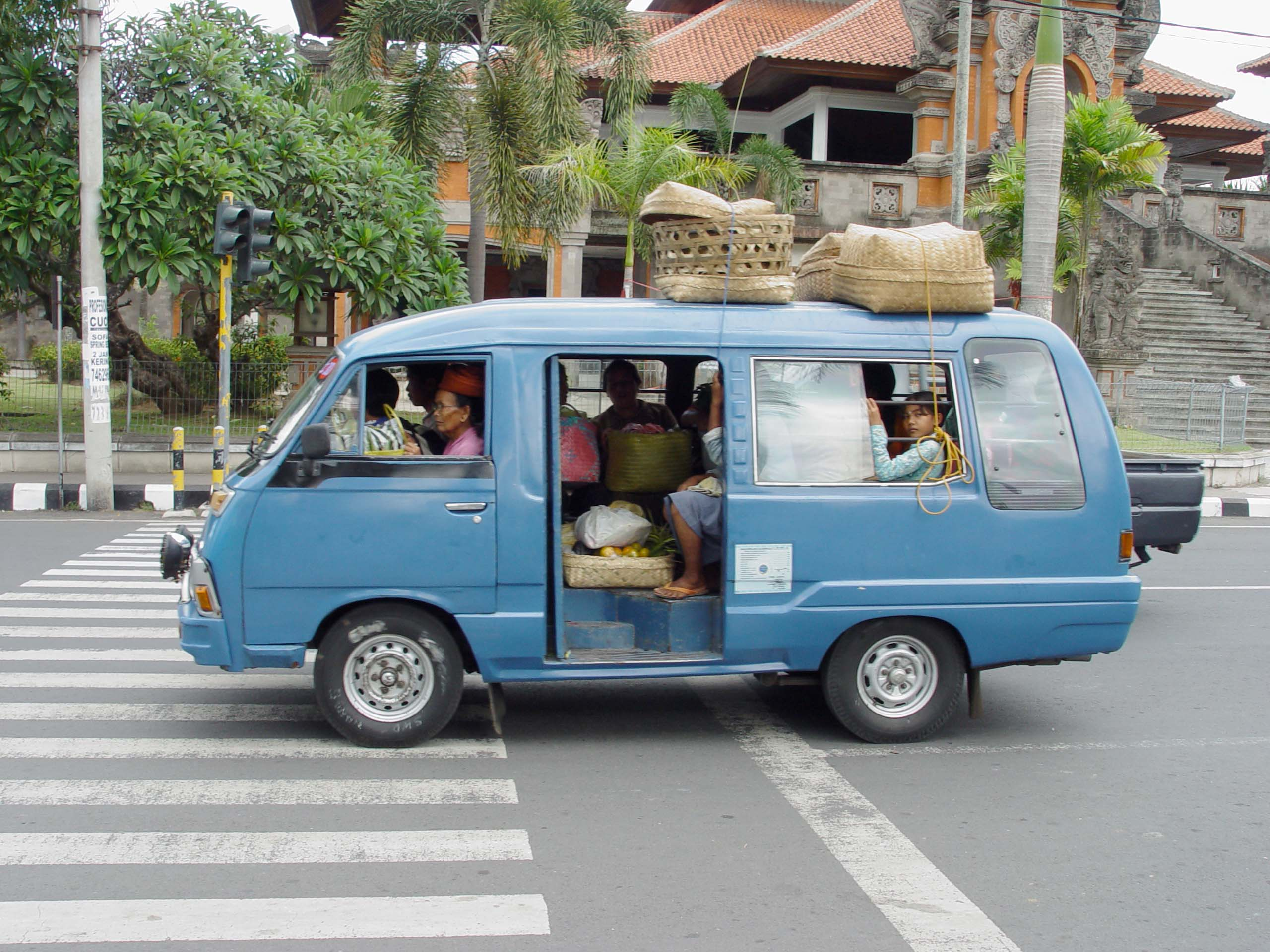
ギャニャールのベモ

ベモ (bemo) は、インドネシアの公共交通機関。一種の路線バスであるが、ライトバンやトラックを改造したものである。冷房付き長距離バスなどと違い、庶民が気楽に利用する乗り物で、料金は低廉で、1000ルピア程度からである。
始終点のターミナルは、ベモステーションと呼ばれる。また、路線の途中で手を挙げて停めて乗車したり、運転手に声をかけて降車したりすることができる。料金は降車時に運転手に払う。